# Cynthia Kenyon
Cynthia Jane Kenyon (1954- ) es una bióloga molecular estadounidense. 
Kenyon es conocida por su disección genética para entender el envejecimiento en el diminuto gusano Caenorhabditis elegans. 
Se gradúa con excelente calificación en Química y Bioquímica en la Universidad de Georgia en 1976. Recibe su Ph.D. en 1981 del MIT donde, en el "Lab Graham Walker", es la primera en estudiar los genes sobre la base de sus perfiles de actividad, descubriendo que los agentes destructores del ADN activan una batería de genes de reparación de ADN en E. coli. 
Hace estudios de postdoctorado con el Nobel Sydney Brenner en el "Lab MRC de Biología Molecular" en Cambridge, RU, estudiando el desarrollo de C. elegans.
Es descubridora de un gen llamado "la muerte" principal factor del envejecimiento. Trabajando con gusanos ha logrado inhibir la actuación de este gen en ellos de modo que si, aplicado igual en humanos, hubiese conseguido alargar la vida de nuestra especie hasta los quinientos años, todo ello en perfecto estado de nuestras facultades.[cita requerida]